# Vindictiv
Vindictiv ist eine schwedische Progressive-Metal-Band aus Stockholm, die im Jahr 2004 gegründet wurde.

## Geschichte
Die Band wurde Anfang 2004 von dem Gitarristen Stefan Lindholm gegründet. Nachdem Lindholm sich mit Pontus Larsson in Verbindung gesetzt hatte, kam dieser als Keyboarder zur Band. Daraufhin arbeiteten sie an Lindholms bereits vorbereiteten Liedern. Im Anschluss nahmen sie mit dem Sänger Tommy Karevik (Seventh Wonder) ein erstes Demo auf, wobei die Instrumente in Lindholms Studio aufgenommen wurden, während die Gesangsspuren in Johan Larssons Studio, der inzwischen als Gitarrist zur Band gekommen war, in Huddinge aufgenommen wurden. Die Aufnahmen hierzu wurden im Jahr 2005 beendet. Danach verließen Johan Larsson und Karevik die Band wieder. Als neuer Sänger kam Göran Edman, vorher bei Yngwie Malmsteen, zur Band. Danach kam der Bassist Nalle „Grizzlyballe“ Påhlsson zur Besetzung. Durch Edman kam die Gruppe zudem mit Mikael Wikman in Kontakt, der den Posten des Schlagzeugers einnahm. Daraufhin nahm die Band ihr Debütalbum auf, das von Stefan Lindholm produziert und im August 2007 von Göran Elmquist in Stockholm abgemischt wurde. Daraufhin erreichte die Gruppe einen Vertrag bei Escape Music für die Veröffentlichung in Europa und bei Soundholic für eine Veröffentlichung in Japan. Das Album erschien hierüber Anfang 2008. Nach der Veröffentlichung dieses selbstbetitelten Albums, schloss sich unter dem Namen Ground Zero das zweite Album im Jahr 2009 an. Auf dem Tonträger waren der Schlagzeuger Zoltan Csörsz und der Gitarrist Patrik Karlsson als neue Mitglieder vertreten. Das dritte Album namens Cage of Infinity schloss sich im Jahr 2013 an.

## Stil
Laut Dominik Winter vom Metal Hammer spiele die Gruppe auf Cage of Infinity Progressive Metal mit ausgedehnten Gitarrensoli. Der Gesang sei durch das Hinzukommen des neuen Sängers Marco Sandron ungewohnt, wobei dieser teils an Rob Halford und Bruce Dickinson erinnere. Insgesamt seien die Lieder kompakter und „ruppiger“ als noch beim Vorgänger. Lieder wie The Chosen würden nach Judas Priest klingen, während Astronaut Erinnerungen an Iron Maiden wachrufe.

## Diskografie
- 2005: Demo (Demo, Eigenveröffentlichung)
- 2008: Vindictiv (Album, Escape Music (Europa) / Soundholic (Japan))
- 2009: Ground Zero (Album, Escape Music)
- 2013: Cage of Infinity (Album, Escape Music)